# N-Acetilmuraminska kiselina
-Acetilmuraminska kiselina, ili MurNAc, je etar mlečne kiseline i -acetilglukozamina sa hemijskom formulom 1119O8. Ona je deo polimera bakterijskog ćelijskog zida, koji se formira od naizmeničnih jedinica N-acetilglukozamina (GlcNAc) i N-acetilmuraminske kiseline (MurNAc), unakrsno povezanim sa oligopeptidima na mlečno kiselinskim ostacima MurNAc. Ova slojasta struktura se naziva peptidoglikan.
MurNAc je monosaharidni derivat N-acetilglukozamina.

## Klinički značaj
Za razliku od većine bakterijskih ćelijskih zidova, zidu bakterije Chlamydia nedostaje muraminska kiselina. Iz tog razloga penicilin nije veoma efektivan u tretmanu tog tipa bakterijske infekcije. Blokatori proteinske sinteze poput doksiciklina ili azitromicina se koriste umesto penicilina.
-Acetilmuraminska kiselina (MURNAc) je deo peptidoglikanskog polimera Gram-pozitivnog bakterijskog ćelijskog zida. MURNAc je kovalentno vezana za N-acetilglukozamin, a isto tako može da bude vezana putem hidroksila na ugljeniku u poziciji 4 sa ugljenikom L-alanina. Pentapeptid formiran od L-alanil-d--izoglutaminil-L-lizil-D-alanin-D-alanina se dodaje na MURNAc u procesu formiranja peptidoglikanskih niti ćelijskog zida.
Fosfomicin inhibira sintezu.